# Datadog

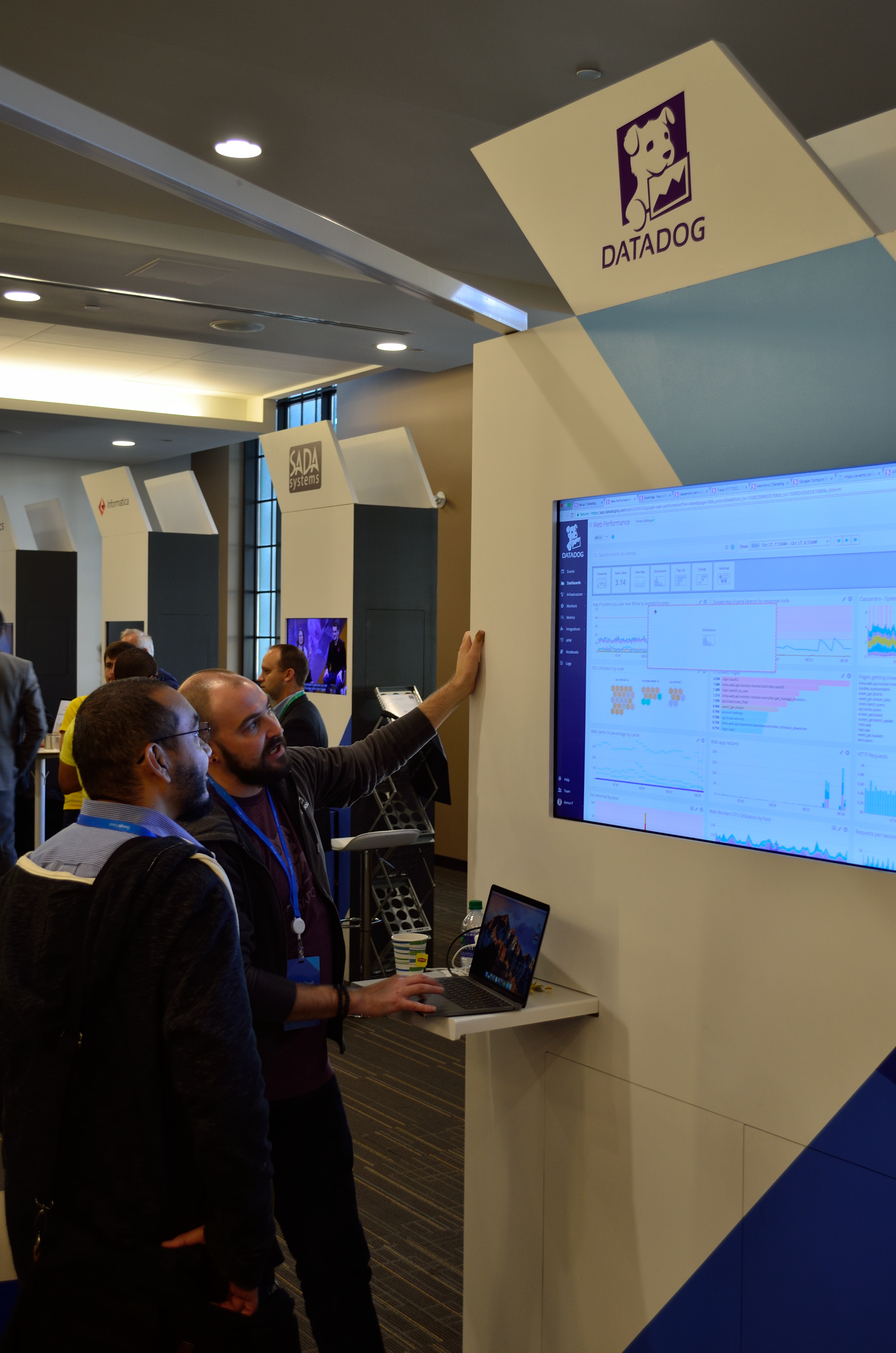
Datadog en la Google Cloud Summit

Datadog es un servicio de monitorización para aplicaciones en la nube, que proporciona monitorización de servidores, bases de datos, herramientas y servicios, a través de una plataforma de análisis de datos basada en "Software como Servicio".

## Empresa

### Historia
Datadog fue fundada en 2010 por los ingenieros franceses Olivier Pomel y Alexis Lê-Quôc, quienes se conocieron mientras trabajaban en la empresa Wireless Generation. Después que esta empresa fuera adquirida por la empresa Newscorp, ambos se decidieron a crear un producto que pudiera reducir la fricción que ellos experimentaron como desarrolladores de software para con los equipos de administración, quienes trabajaban juntos en propósitos comunes.
Construyeron Datadog para ser un servicio de monitorización de infraestructura en la nube, con un panel de control, alertas y visualizaciones de métricas. A medida que aumentaba la adopción de la nube, Datadog creció rápidamente y expandió su oferta de productos para cubrir proveedores de servicios como Amazon Web Services (AWS), Microsoft Azure, Google Cloud Platform, Red Hat OpenShift y OpenStack.
En 2015, Datadog anunció la adquisición de Mortar Data, incorporando a su equipo y agregando sus capacidades de datos y análisis a la plataforma de Datadog. Ese año, Datadog también abrió una oficina de investigación y desarrollo en París, poniendo sus recursos para desarrollar nuevas tecnologías y servicios para sus clientes.
En 2016, Datadog trasladó su sede de la ciudad de Nueva York a un piso completo del New York Times Building para respaldar a su creciente equipo, que se duplicó a lo largo del año. Datadog anunció el lanzamiento de la versión beta de Application Performance Monitoring en 2016, ofreciendo por primera vez una solución de monitorización completa. A partir de 2017, la compañía cuenta con cerca de 300 empleados, la mayoría de los cuales se encuentran en los EE. UU. (con oficinas en Manhattan, Boston y Baltimore) y una nueva planta de investigación y desarrollo en París.
En 2017, Datadog adquirió el Logmatic.io, con sede en París, un servicio independiente de la plataforma para consultar y visualizar registros para monitorear y solucionar problemas de servicios en línea.

### Financiamiento

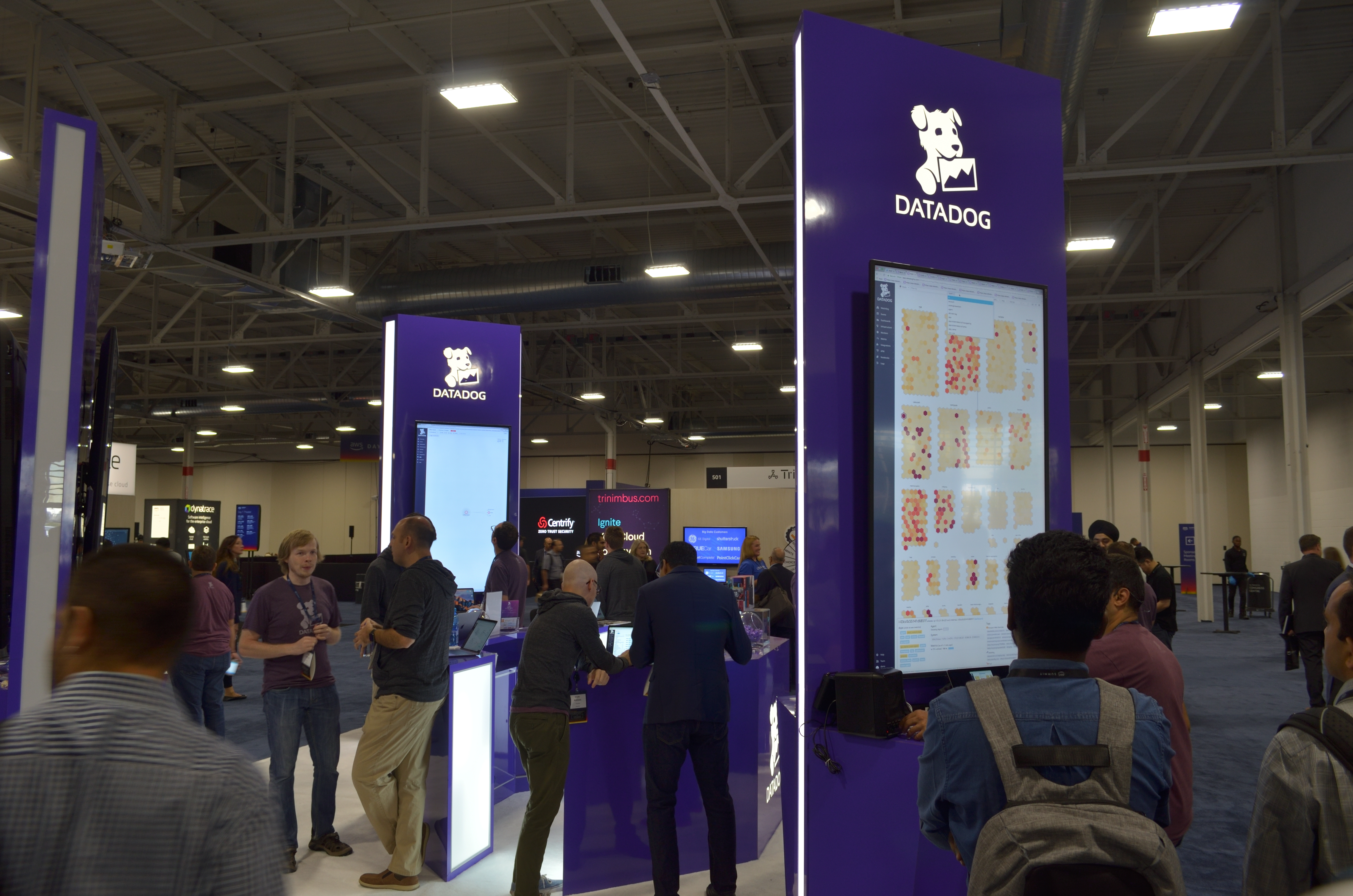
Datadog en el AWS Toronto Summit

A partir de 2017, Datadog ha recaudado cinco rondas de financiamiento, por un total de US$ 147,9  millones. En 2010, Datadog se lanzó con una ronda de capitales semillas, con la participación de NYC Seed, Contour Venture Partners, IA Ventures, Jerry Neumann y Alex Payne, entre otros. En 2012, recaudó una ronda Serie A de $ 6.2M codirigida por Index Ventures y RTP Ventures. En 2014, Datadog recaudó una ronda Serie B de US$ 15 millones liderada por OpenView Venture Partners, seguida de una ronda Serie C de US$ 31 millones liderada por Index Ventures en 2015. Datadog abrió el 2016 con una ronda Serie D de $ 94.5M liderada por ICONIQ Capital, una de las mayores rondas de financiamiento para una compañía de la Ciudad de Nueva York durante ese año.

### Recepción
Datadog se incluyó en la lista 100 en la nube de Forbes y se clasificó entre las diez empresas con mayor crecimiento en América del Norte en la lista Fast 500 de Deloitte de 2016 . Tanto en 2015 como en 2016, Crain nombró a Datadog a su lista de los 100 mejores lugares para trabajar en la ciudad de Nueva York. Datadog también se incluyó en la lista de compañías de lanzamiento de carrera de Wealthfront 2017 y las 51 inicios empresariales de Business Insider para emprender tu carrera en 2017.

## Productos

### Datadog

Arquitectura de alto nivel de Datadog

Datadog ayuda a los desarrolladores y equipos de operaciones a ver su infraestructura completa (nube, servidores, aplicaciones, servicios, métricas y más) en un solo lugar. Esto incluye cuadros de mando interactivos en tiempo real que pueden personalizarse para las necesidades específicas de un equipo, capacidades de búsqueda de texto completo para métricas y eventos, herramientas de intercambio y discusión para que los equipos puedan colaborar utilizando los conocimientos que surjan, alertas específicas para problemas críticos y acceso a API para acomodar infraestructuras únicas.
Datadog también se integra con varias herramientas de software de nube, empresa y desarrollador listas para usar, por lo que los flujos de trabajo establecidos del equipo no se modificarán ni se interrumpirán al adoptar el servicio de Datadog.

#### Tecnología
Datadog utiliza un agente basado en lenguaje Go, reescrito completamente desde la versión 6, la cual fue liberada el 28 de febrero de 2018. Anteriormente estaba escrito en lenguaje Python, bifurcado del original creado en 2009 por David Mytton para Server Density (anteriormente llamado Boxed Ice). Ha sido programado usando tecnologías tanto de software libre como de software privativo tales como D3, Apache Cassandra, Kafka, PostgreSQL, etc.

#### Incidencias
A lo largo de su historia Datadog, ha presentado una serie de incidencias, de las cuales las más importantes han sido las siguientes:
- En 2014, el soporte de Datadog se amplió a múltiples proveedores de servicios en la nube, incluidos Amazon Web Services (AWS), Microsoft Azure, Google Cloud Platform y Red Hat OpenShift. Hoy en día, la compañía soporta más de 150 integraciones listas para usar.
- El 30 de agosto de 2018 anunció su Service Map, una solución gráfica que agrupa las interdependencias.[28]